# Église Marie-Madeleine de Budapest
L'église Marie-Madeleine (en hongrois : Mária Magdolna-templom) était une église catholique romaine de Budapest située dans le quartier de Vár, à proximité de Bécsi kapu tér. Endommagée lors de la Seconde Guerre mondiale, l'église est démolie sur ordre de Mátyás Rákosi. Il n'en subsiste qu'une tour. Une fenêtre du presbytère fut réconstruite.